# الوا (میسیسیپی)
الوا، می‌سی‌سی‌پی (به انگلیسی: Alva, Mississippi) یک منطقهٔ مسکونی در ایالات متحده آمریکا است که در ایالت میسیسیپی واقع شده‌است.

## خصوصیات
الوا ۱۰۳٫۰۲ متر بالاتر از سطح دریا واقع شده‌است.